# Ballyconnell
Ballyconnell (en irlandais : Béal Átha Conaill, entrée du gué de Conall) est une petite ville du comté de Cavan, en Irlande.

## Géographie

### Situation
Ballyconnell est située sur la route N87, route secondaire nationale, à la jonction de quatre townlands, Annagh, Cullyleenan, Doon et Derryginny dans la paroisse civile de Tomregan, baronnie de Tullyhaw, à une altitude de 55 mètres.
La ville s'est construite au pied de la montagne Slieve Rushen, à un kilomètre et demi de la frontière entre l'Irlande du Nord et l'Irlande.
Ballyconnell est à cheval sur la « Shannon – Erne Waterway », ouverte en 1993, anciennement connue sous le nom de Woodford Canal, qui a été achevée en 1860. Avant d'être canalisée, elle portait le nom de River Grainne.

### Données météorologiques
La température moyenne quotidienne est de 4,5 degrés Celsius en janvier et de 15 degrés Celsius en juillet.
Les précipitations annuelles moyennes sont de 1 000 mm. On compte 1 250 heures d’ensoleillement en moyenne annuelle.

### Démographie
Selon le dernier recensement entrepris en 2016, Ballyconnell comptait 1 105 habitants, soit une augmentation de 4 % par rapport au recensement de 2011.

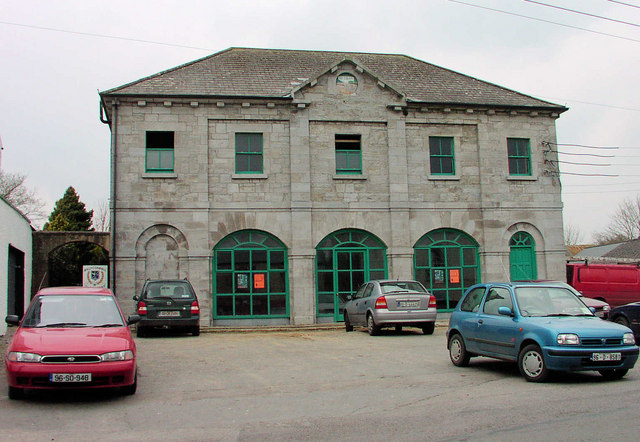
Market House.
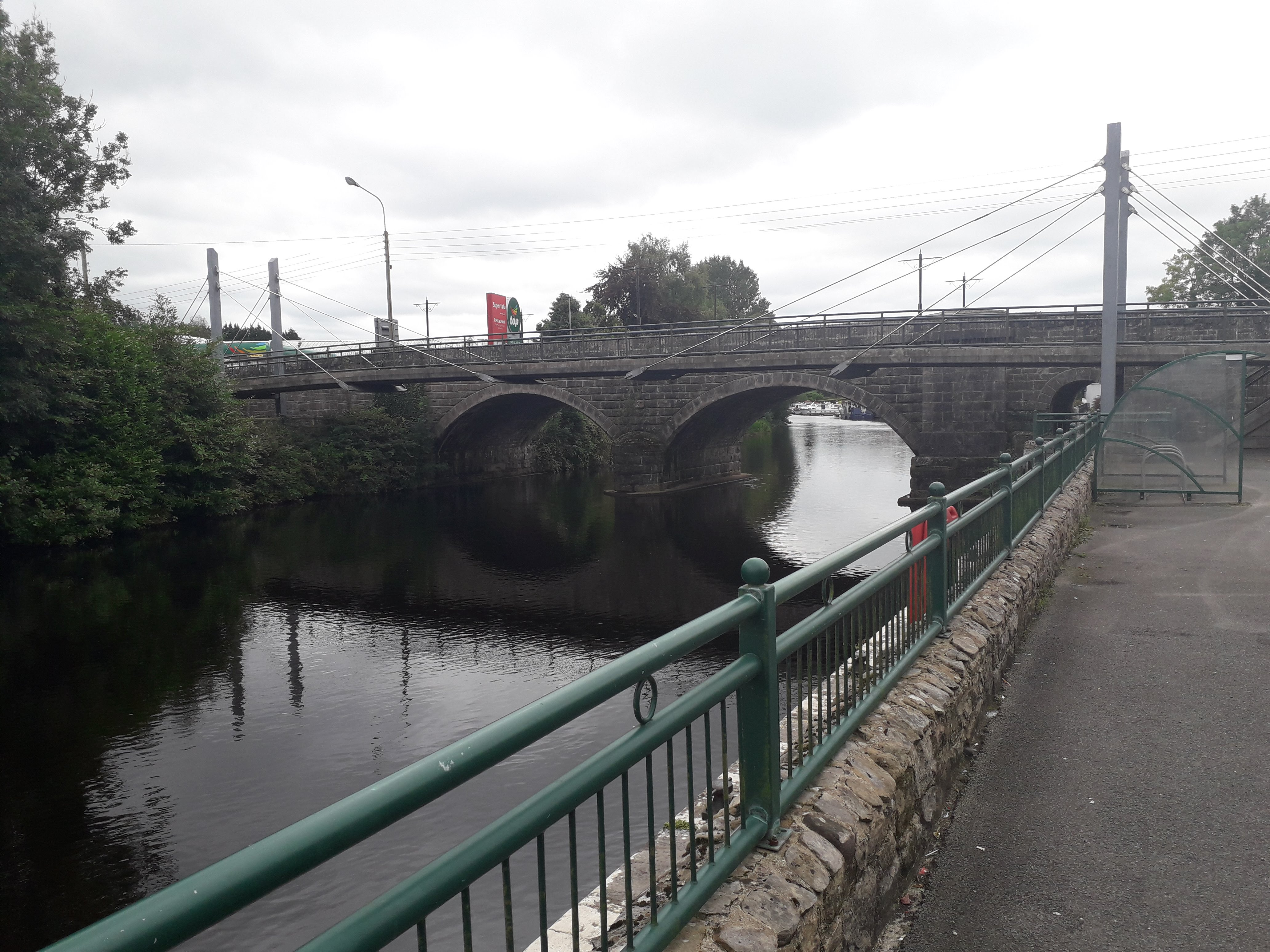
Le pont.
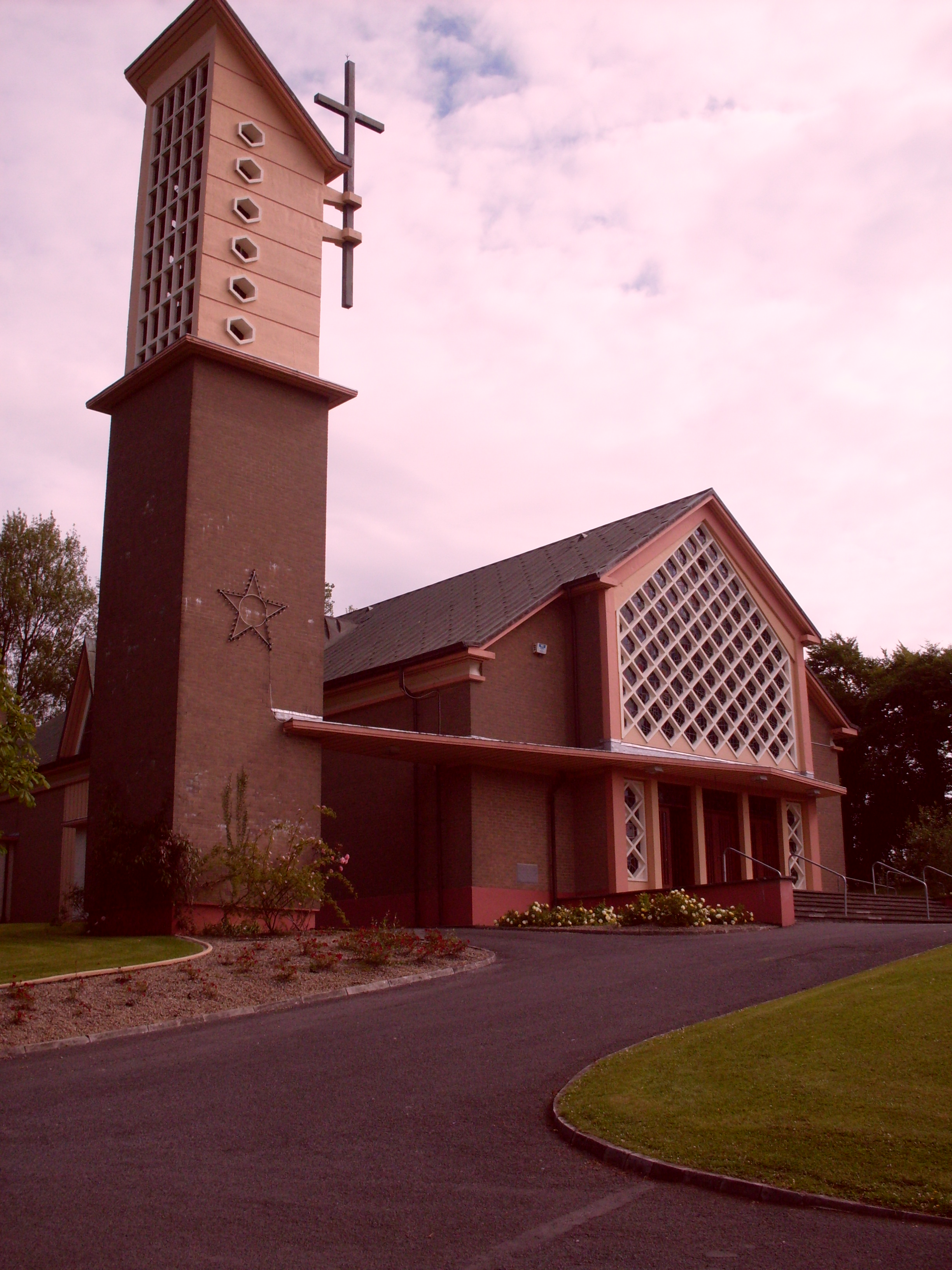
Église Saint-Joseph.
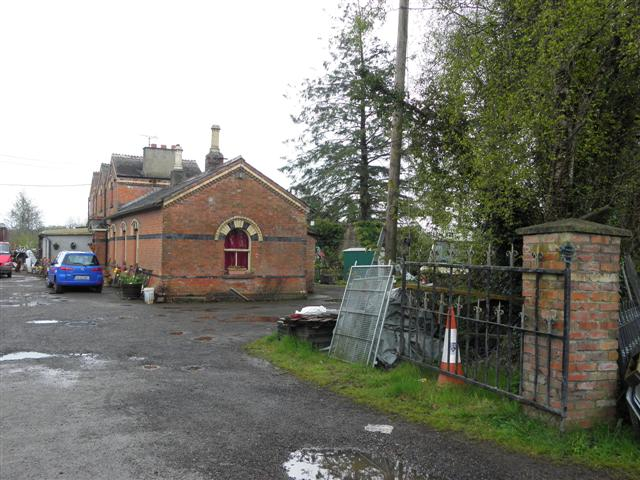
Ancienne gare de chemin de fer.

## Toponymie
La mention la plus ancienne du nom de Ballyconnell est une citation dans les Annales des quatre maîtres pour l'année 1323 apr. J.-C., qui indique : « Rory Mac Mahon, fils du seigneur d'Oriel, Melaghlin O'Seagannain et Mac Muldoon ont été tués par Cathal O'Rourke à Bel-Atha-Chonaill ».
Avant d'être nommée Ballyconnell, la localité s'appelait « Áth na Mianna », ce qui signifie « Gué des mineurs ». Elle a également été nommée « Gwyllymsbrook » entre 1660 et 1702 par son propriétaire d'alors, Thomas Gwyllym.
Le nom est une anglicisation de Bél Átha Conaill, qui signifie « L'entrée du gué de Conall ». Le gué était un passage peu profond au-dessus de la rivière Grainne et constituait l’ancien passage frontalier pour les voyageurs se rendant entre l'Ulster et  le Connacht. Le gué a été créé par du limon et du gravier provenant de la montagne Slieve Rushen à proximité du ruisseau Tanyard qui se jette dans la Grainne à environ 20 mètres en amont du pont de Ballyconnell, à la périphérie ouest de la ville.
Conall était le grand héros de l'Ulster, le chevalier Red Branch Conall Cernach, tué à Ballyconnell par les trois Ruadhcoin envoyés par Queen Maeve de Connacht pour venger le meurtre de son mari, Ailill, par Conall.

## Histoire

### Préhistoire
La région a été peuplée très tôt, comme en témoignent le « cairn du tribunal » situé dans la ville, datant de c. 3500 av. J.-C. et un tumulus (ring barrow).
Le seul autre mégalithe connu dans la paroisse est une variété de dolmen datant de 2000 av.J-C, sur le flanc de la montagne Slieve Rushen dans la ville d'Aughrim. Cependant, après être resté au même endroit pendant 4 000 ans, il a récemment été déterré par le Groupe Quinn pour extraire du sable de la montagne. Il a été déplacé sur le site de l'hôtel du groupe, « The Slieve Russell », pour servir d'attraction touristique.
Le gué a été un endroit logique pour installer un village et il date probablement de l'époque du cairn de cour. Les premiers habitants étaient des chasseurs-cueilleurs plutôt que des agriculteurs. Ils vivaient de la pêche, de la chasse et de la recherche de baies et de noix. Cette zone devait être très boisée à l'époque, sans routes. Le moyen le plus simple de voyager aurait été le bateau via la rivière et les nombreux lacs et ruisseaux de la région.
Dans l'Antiquité, Ballyconnell se trouvait dans la partie orientale de Magh Slécht appelée  Maigin (la petite plaine), ainsi appelée parce qu'elle était une étroite bande de terre limitée au nord par Slieve Rushen, la montagne, et au sud par la rivière Graine. Maigin est le lieu de naissance de saint Dallán Forgaill.

### Moyen Âge
À l'époque médiévale, la ville appartenait aux chefs McGovern qui y avaient un fort. Ballyconnell était situé dans l'un des ballybetoes de Tullyhaw nommé Calmhagh (Calva), ce qui signifie essentiellement la même chose que Maigin, l'étroite plaine. Comme il se trouvait à la frontière entre Fermanagh et Breifne, Ballyconnell a été un carrefour pour les guerres entre les Maguires, les O'Rourkes, les O'Reillys, les McGoverns, les McKiernans et leurs alliés.
Les Annals of Ireland enregistrent des incidents à Ballyconnell au cours des années suivantes :
- 1323 Rory MacMahon, Mel O'Seagannain et MacMuldoon sont tués à Ballyconnell par Cathal O'Rourke[6] ;
- 1457 Brian Maguire s’est battu à Ballyconnell avec Lochlann O'Rourke, les McGoverns et les McKiernans[7] ;
- 1470 O'Donnell & O'Rourke se sont battus à Ballyconnell avec O'Reilly, les Anglais et les McKiernans[7] ;
- 1475 Hugh Roe O'Donnell se rend à Ballyconnell pour faire la paix avec les O'Reilly[7] ;
- 1595 O'Donnell campe à Ballyconnell après une descente dans la ville de Cavan[7].

### Après 1600
En 1605, le capitaine Richard Tyrrell acheta le domaine de Calva à Cormac Magauran,. Ce dernier vend le domaine à Walter Talbot, un réfractaire, fils de James Talbot d’Agherskeethe (aujourd’hui Augherskea), du comté de Meath et membre de la Cavan Corporation, avant 1609, mais le titre est contesté. Cependant, dans la Plantation of Ulster en 1609, Lord Arthur of Chichester, le Lord-député d'Irlande, autorise Talbot à conserver son domaine car il a commencé à faire venir des colons et à construire des maisons. Il est attribué à Talbot sous le nom de Manoir de Calva.
Les terres concédées sont la ville de Ballyconnell et des localiés environnantes (Derrogeny, Killog, Gortulleran, Mucklagh, Skeagh, Gortewey, Rathkillin ; Downe ; Enagh ; Townaciateragh ; Cowlynan, Cloughan, Cavan ; Mullaghduffe ; Kilcloghan ; Carraghmore, ; Nahownee ; Ardagh ; Rosbreassell ; Crosse ; Kildannagh ; Kiltragh ; Knocks ; Killenawe ; Dowerhannagh ; Uzren ; Nidd ; Bartony ; Dromyne ; Cavanickehall et Barrin.
Lorsque Talbot arrive, les seuls bâtiments remarquables à Ballyconnell sont l'église catholique située en haut de Church Street (site n ° 1815, bourg de Doon, Archaeological Inventory of County Cavan, Patrick O'Donovan, 1995, p. 230) et un vieux fort des McGovern.
Le reste des bâtiments consiste en des cabanes en torchis appartenant aux Irlandais. En septembre 1611, un rapport de George Carew, 1er comte de Totnes révèle que Talbot a construit une solide maison en bois et deux autres maisons en dur (site n ° 1798, ville d'Annagh, "Inventaire archéologique du comté de Cavan", Patrick O ' Donovan, 1995, p. 228). Il a également abattu 40 arbres mais n'a effectué aucun autre travail de construction.
En 1613, Talbot a progressé dans les travaux de construction. Sir Josias Bodley en fait le rapport le 6 février 1613 : « Portion n° 29 : 1 500 acres. Sur la portion entreprise par le capitaine Culme et Walter Talbot, ils ont construit trois ou quatre belles maisons irlandaises. Des dispositions ont été prises pour la construction d'un château dans un lieu très commode, se trouvant à proximité d'un gué, à partir duquel ce comté était autrefois très agressé. Dans la carrière de calcaire se trouve une réserve de chaux déjà passée au four et des pierres de construction taillées, beaucoup de bois et de planches y sont déjà travaillés, le reste est fourni par un bois à moins d'un kilomètre, de sorte que cet été tous les travaux, je suppose, du château et du bawn, auront progressé ».
Il n’y a pas de pont à Ballyconnell en 1613, mais il en apparaît un sur la carte de 1656 ; le premier pont doit donc avoir été construit entre 1613 et 1656.
Le pont actuel a été érigé dans les années 1830.
En 1619, le Survey of Pynnar's Landers découvre que Talbot a construit un puissant mur de défense appelé bawn, un carré mesurant 100 pieds (30 m) de côté et de 12 pieds (4 m) de haut, avec deux tours sur les côtés. Dans le bawn a été érigé un château-fort de chaux et de pierre de trois étages qui « se trouve dans un très favorable et commode endroit pour assurer la gouvernance et la défense de la contrée ».
En août 1622, un autre rapport révèle que « Walter Talbot gère 1 500 acres, appelés Ballyconnell, sur lesquels est construit un puissant château en pierre et en chaux, avec deux tours en coin. Ce château et ses tours ont trois étages et demi et se trouvent à un très bon emplacement, propice à la gouvernance et à la défense de ce coin du pays qui est un endroit retiré et limitrophe du comté. M. Walter Talbott, son épouse et sa famille y habitent maintenant... Certaines parcelles sont louées à des autochtones... Le château dispose d'armes.
Le château a été détruit dans un incendie en 1688 et la maison de Ballyconnell a été érigée sur son site d'Annagh townland.
Cependant, certaines des ruines sont encore visibles et une partie du mur de bawn a récemment été découverte lors de fouilles archéologiques.
Walter Talbot est décédé le 26 juin 1625 à Ballyconnell. Son fils, James Talbot, lui a succédé au domaine de Ballyconnell à l'âge de 10 ans. James Talbot a épousé Helen Calvert, fille de George Calvert, 1er baron Baltimore du Maryland, aux États-Unis, en 1635. Il a eu un fils, le colonel George Talbot, propriétaire d'un domaine à Cecil County (Maryland) ; il a nommé son domaine Ballyconnell en l'honneur de sa ville natale du comté de Cavan. George Talbot fut nommé arpenteur général du Maryland en 1683. À la suite de la rébellion irlandaise de 1641, la succession de James Talbot à Ballyconnell fut confisquée parce qu'il était catholique. Il obtint une compensation en 1655 à Castle Rubey, Comté de Roscommon en remplacement. Il est mort en 1687.
En 1652, les rebelles irlandais de la région de Ballyconnell ont été vaincus et placés sous le contrôle du capitaine cromwellien Thomas Gwyllym. Il était originaire de Glenavy, comté d'Antrim, où son père, le révérend Meredith Gwyllym, était vicaire des paroisses de Glenavy, Camlin, Tullyrusk, Ballinderry et Magheragall de 1622 à peu de temps après 1634.
Le nom de Gwyllym apparaît pour la première fois dans la région comme propriétaire du domaine de Ballyconnell dans le Commonwealth Survey de 1652, ainsi que comme commissaire de Cavan dans les Hearth Money Ordinances de 1660. Dans les Hearth Money Rolls  de 1664, il y a cinq foyers à Ballyconnell.
Après la restauration du roi Charles II sur le trône en 1660, James Talbot essaie de lui faire réparer le domaine de Ballyconnell, mais une concession finale est accordée à Thomas Gwyllym en août 1666. La ville est rebaptisée Gwyllymsbrook. Thomas Gwyllym décède en 1681 et son fils, le colonel Meredith Gwyllym, hérite du domaine de Ballyconnell. En 1683, il épouse Margery Sheridan, la sœur de Sir Thomas Sheridan, secrétaire d’État irlandais. Ils ont un enfant, Meredith Gwyllym junior, décédé célibataire en 1728. En 1687, ils construisent une extension au château de Ballyconnell au prix de 500 £. Le roi Jacques II accède au trône d'Angleterre le 6 février 1685. Les catholiques commencent à prendre le pouvoir. En 1688, ils attaquent le château de Ballyconnell et le brûlent, forçant les Gwyllyms à s'installer à Cloverhill, dans le comté de Cavan jusqu'à la fin de la guerre.

### XVIIIesiècle- Mise en service du canal
Le domaine de Gwyllym fut vendu pour 8 000 £ en 1724 au colonel Alexander Montgomery (1686-1729) de Convoy House, comté de Donegal, M.P. pour le comté de Donegal de 1725 à 1727 et de 1727 à 1729. Il décède en 1729 et laisse le domaine de Ballyconnell à son neveu, George Leslie, qui prend alors le nom de George George Leslie Montgomery. George Leslie Montgomery fut M. P. (membre du parlement)  pour Strabane, comté de Tyrone de 1765 à 1768 et pour le comté de Cavan de 1770 à 1787. Lorsqu'il mourut, il laissa la succession de Ballyconnell à son fils George Montgomery, dont la succession fut administrée par la Chancellerie car il était faible d'esprit.
George Montgomery mourut en 1841 et sa succession passa à ses cousins Enery de Bawnboy. En 1856, ils vendirent le domaine pour profiter de sa valeur accrue en raison de l'ouverture dans la ville, du canal de Woodford , Shannon-Erne, la même année. Le domaine a été divisé entre différents acquéreurs, dont George Roe (qui a acheté Ballyconnell House, quelques maisons du village et quelques quartiers, dont Annagh, Corranierna et une partie de Rakeelan) et Earl Annesley (qui a acheté les agglomérations de Carrowmore , Gortoorlan, Moher, Mullanacre et Snugborough).
Les Benisons de Mount Pleasant et Slieve Russell, propriétaires d’un moulin à lin à Ballyconnell, sont une autre famille bien connue de la ville. Josephine Benison, fille de James Benison, mariée (le 9 janvier 1890) à Tom Arnold qui était le frère du célèbre poète anglais Matthew Arnold ; fils du Dr Thomas Arnold, directeur de la Rugby Public School, apparaît comme maître principal du livre Tom Brown's Schooldays et grand-père d'Aldous Huxley. La présentation (Page 118, probablement la plus ancienne photo connue d'un résident de Ballyconnell) peut être vue en ligne.
La pierre tombale de Joséphine Benison, dans le CR de St.Brigid, le cimetière de Ballyconnell, se lit comme suit : « À la mémoire de Josephine M. Arnold, veuve de Thomas Arnold M.A.F.R.I., décédée le 16 janvier 1919, âgée de 87 ans ».

### Évolution démographique (1821 - 1911)
En 1821, la population de Ballyconnell était de 353 habitants.
En 1831, la population était de 453 personnes, soit 222 hommes et 231 femmes. Il y avait 79 bâtiments, dont 72 habités, 4 inhabités et 3 en construction.
Le recensement d’Irlande de 1841 donne une population de 387 habitants à Ballyconnell, dont 193 hommes et 194 femmes, avec 75 maisons, dont onze inhabitées et une en construction.
Le recensement de l'Irlande de 1851 donne une population de 503, soit une augmentation de 116 par rapport à celle de 1841, en raison du déplacement des habitants de la campagne vers la ville pour échapper à la famine irlandaise de 1845-1847, dont 252 hommes et 251 femmes. , avec 85 maisons, dont cinq inhabitées et une en cours de construction.
L'évaluation de Griffith de 1857 répertorie environ 90 propriétaires et locataires pour Doon et Ballyconnell. Des informations complémentaires et une carte détaillée indiquant l'emplacement de chaque exploitation sont disponibles en ligne.
Le recensement d'Irlande de 1861 fait état d'une population de 374 habitants, dont 182 hommes et 192 femmes, avec 85 maisons, dont onze inhabitées et deux en construction.
Le recensement de 1871 en Irlande donne une population de 429 habitants, dont 197 hommes et 232 femmes, avec 84 maisons dont quatre inhabitées.
Le recensement de l'Irlande de 1881 donne une population de 420 habitants, dont 206 hommes et 214 femmes, avec 92 maisons, dont sept inhabitées et une en construction.
Le recensement de l'Irlande de 1891 donne une population de 291 habitants, dont 142 hommes et 149 femmes, avec 76 maisons, dont neuf inhabitées.
Dans le recensement de l'Irlande de 1901, 134 familles sont répertoriées à Ballyconnell.
Dans le recensement de l'Irlande de 1911, 159 familles sont recensées à Ballyconnell.

### Partition de l'Irlande
Après la partition de l'Irlande en 1920-1922, Ballyconnell s'est retrouvée coupée de son arrière-pays. Le comté de Fermanagh se trouvait désormais derrière la nouvelle frontière avec l'Irlande du Nord. La ville a également vécu la guerre civile irlandaise de 1922-1923, où elle fut attaquée à plusieurs reprises par les deux camps. Après un incident au cours duquel deux civils ont été abattus à Ballyconnell par l'« IRA anti-traité », en février 1923, une importante colonne militaire de l'État libre irlandais a été envoyée pour réprimer les guérillas républicaines opérant dans les montagnes des environs d'Arigna, entraînant de nouvelles pertes en vies humaines et des perturbations jusqu'au cessez-le-feu de mai 1923.

## Médias
Le film allemand  Meines Vaters Pferde I. Teil Lena et Nicoline a été réalisé en partie à Ballyconnell en 1953, montrant des sites de la région. Il a été réalisé par Gerhard Lamprecht et Curd Jürgens.

## Transports

### Transports ferroviaires
- La gare de Ballyconnell ouvre ses portes le 24 octobre 1887 et ferme définitivement le 1er avril 1959[31]. Elle faisait partie du chemin de fer à voie étroite, Cavan and Leitrim Railway.

### Transports en bus
Les autocars Leydons exploitent la ligne 930 reliant Ballyconnell à Belturbet, Cavan, Bawnboy, Swanlinbar et Enniskillen.
La ligne Lakes City 950 fournit une liaison quotidienne avec Dublin, du lundi au vendredi inclus.
La ligne locale Bus Éireann 465 dessert la ville les mardis uniquement en fournissant un lien vers Cavan, Arvagh, Ballinagh, Killeshandra et Carrigallen.
Jusqu'à la mi-octobre 2012, Ballyconnell a été desservie plusieurs fois par jour par la ligne 30, Expressway Bus Éireann.

## Économie
Au XVIIIe siècle, le plomb, l'argent, le charbon, le calcaire, le granit, le marbre, le gravier, le sable et le fer étaient extraits de la montagne Slieve Rushen.

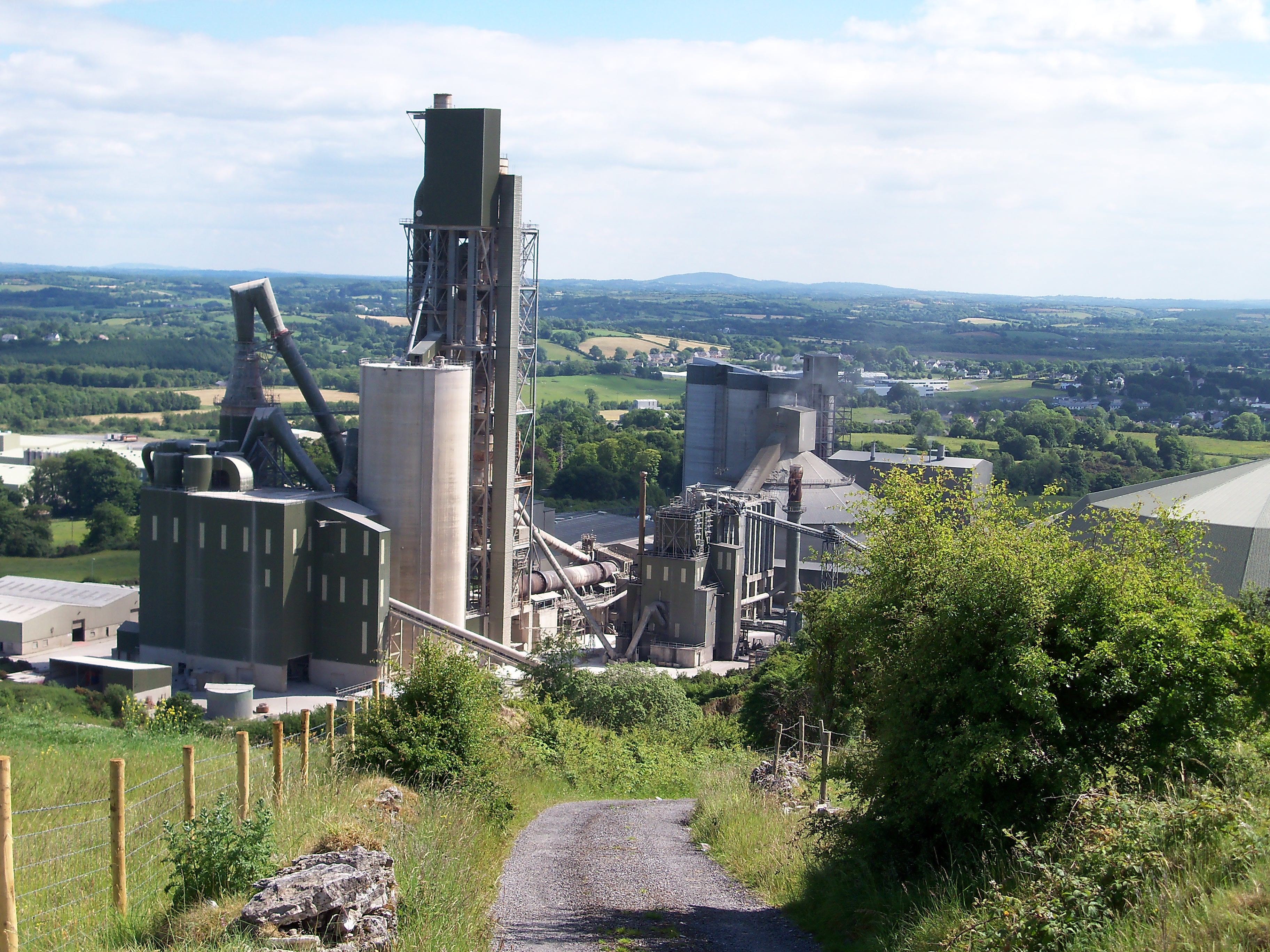
Cimenterie du groupe Quinn.

L’industrie de la région est principalement agricole mais elle compte également une grande cimenterie (propriété de l’ancien homme d’affaires milliardaire, Sean Quinn), une usine de plastique et une usine d’alimentation animale.
Le tourisme constitue une part importante de l’économie locale. Les croiseurs à cabine font halte en ville, sur la voie navigable Shannon-Erne.
La ville s'est singularisée au concours des Tidy towns (Irlande) ((en)Irish Tidy Towns Competition). Elle a remporté le premier prix national en 1971 et 1975, ainsi que de nombreux prix du comté au fil des ans.

## Sport
Le premier club GAA d'Ulster, Ballyconnell First Ulsters, a été fondé à Ballyconnell en 1885[réf. nécessaire].

## Personnalités locales
- George Montgomery (MP)
- Alexander Montgomery (1686-1729)
- Field marshal Bernard Montgomery, 1er Vicomte Montgomery d'Alamein
- Mary Freehill
- James Dillon (évêque)
- Leona Maguire
- Lisa Maguire